# Crillon-le-Brave
 Crillon-le-Brave  es una población y comuna francesa, en la región de Provenza-Alpes-Costa Azul, departamento de Vaucluse, en el distrito de Carpentras y cantón de Mormoiron.
Está integrada en la Communauté d'agglomération du Grand Avignon.

## Demografía
| 186 | 134 | 171 | 265 | 370 | 398 |
| Para los censos de 1962 a 1999 la población legal corresponde a la población sin duplicidades (Fuente: INSEE [Consultar]) |     |     |     |     |     |